# Alue Eumpok
Alue Eumpok is een bestuurslaag in het regentschap Aceh Utara van de provincie Atjeh, Indonesië. Alue Eumpok telt 346 inwoners (volkstelling 2010).